# Prideaux Place
Prideaux Place est une maison de campagne élisabéthaine classée Grade I dans la paroisse de Padstow, Cornouailles, Angleterre.

## Histoire
Jusqu'à la dissolution des monastères au XVIe siècle, le manoir de Padstow, au sein duquel est établi plus tard le manoir de Prideaux Place, est détenu par le prieuré de Bodmin. Ayant prévu l'intention du roi Henri VIII de dissoudre les maisons religieuses, le prieur Thomas Mundy, fils de John Mundy (mort en 1537) lord-maire de Londres en 1522, envisage de placer les actifs de son prieuré hors de la portée du roi, ce qu'il fait en accordant à ses amis et relations à des loyers fonciers nominaux, des baux à long terme sur les possessions du prieuré. Le manoir de Padstow, est loué pendant 99 ans au prix d'un loyer annuel de 10 £ à sa nièce Johanna Mundy et son mari, William Prideaux (décédé en 1564) de Trevose, St Merryn, Cornouailles, un fils cadet de Humphrey Prideaux (1487-1550) de Theuborough, ce dernier qui, avec son frère avocat Nicholas Prideaux (décédé en 1560), est conseiller commercial du prieur. Le Prieuré de Bodmin est cédé à la couronne par le prieur en 1539.
La pleine propriété de Padstow est obtenue par Nicholas Prideaux (mort en 1560), par la transaction artificielle de William Prideaux (mort en 1564) transférant le bail à un tiers, John Pope de Londres, pour la somme de 1 550 £, qui obtient ensuite une licence royale pour l'aliéner à Nicholas Prideaux (décédé en 1560), pour une somme non indiquée dans l'acte de vente. Selon la tradition, la famille Prideaux considérait l'obtention du domaine à un prix avantageux comme une compensation pour « une épouse désagréable » à savoir la nièce du prieur.
C'est la demeure de la famille Prideaux pendant plus de 400 ans. La maison est construite en 1592 par Nicholas Prideaux (1550-1627), un éminent avocat et est agrandie et modifiée par les générations successives, notamment par son arrière-arrière-petit-fils Edmund Prideaux (1693-1745) et par le petit-fils de ce dernier, le révérend Charles Prideaux-Brune (1760-1833). Le bâtiment actuel, contenant 81 pièces, combine la forme traditionnelle en E de l'architecture élisabéthaine avec l'exubérance du XVIIIe siècle du gothique Strawberry Hill d'Horace Walpole.
La maison contient une belle collection d'œuvres d'art, notamment des portraits royaux et familiaux, des meubles anciens et la collection de porcelaine Prideaux. Le plafond récemment découvert de la Grande Chambre est un chef-d'œuvre de l'art du plâtrier élisabéthain. En 1968, le domaine s'étendait sur environ 3 500 acres, sans compter le domaine de St Breock situé à une dizaine de kilomètres, également propriété familiale, hérité de la famille Viell au XVIIe siècle. Le parc aux cerfs est l'un des plus anciens d'Angleterre, contenant en 1968 environ 100 daims, contre seulement six en 1946 après la Seconde Guerre mondiale.

## Sources
- Cornforth, J., "Prideaux Place, Cornwall", Country Life, 1er et 8 février 1962.
- Maclean, Sir John (1811-1895), Histoire paroissiale du doyenné de Trigg Minor, Vol. 1, pedigree de Prideaux
- Jenkins, Simon, Reader's Digest Découvrez les maisons historiques britanniques : Westcountry, Londres, 2005, pp. 44-6